# Tarlac (stad)
Tarlac (officiellt City of Tarlac) är en stad i Filippinerna och är administrativ huvudort för provinsen Tarlac i regionen Centrala Luzon. 262 481 invånare (folkräkning 1 maj 2000).
Staden är indelad i 76 smådistrikt, barangayer, varav 62 är klassificerade som landsbygdsdistrikt och 14 som tätortsdistrikt.